# G. D. 스프래들린
G. D. 스프래들린(G. D. Spradlin, 1920년 8월 31일 ~ 2011년 7월 24일)은 미국의 배우이다.
샌루이스오비스포에서 병으로 사망하였다.

## 출연 작품
- 딕 (1999년)
- 라이더스 오브 더 퍼플 세이지 (1996년)
- 롱 키스 굿 나잇 (1996년)
- 닉 오브 타임 (1995년)
- 클리포드 (1994년)
- 캐나다 베이컨 (1994년)
- 에드 우드 (1994년) - 리버벤드 레몬 역
- 질투의 끝 (1993년)
- 대부 일대기 (1992년)
- 인트루더 (1992년)
- 복수의 25시 (1991년)
- 자경단 (1991, Shoot First: A Cop's Vengeance)
- 장미의 전쟁 (1989년) - 해리 써모트 역
- 전쟁과 추억 (1988년)
- 어느 병사를 위한 진혼곡 (1986년)
- 텍사스의 풍운아 (1986년)
- 케네디가의 신화 (1985년)
- 탱크 (1984년)
- 정의의 사관 (1983년)
- 성난 눈동자 (1982년)
- 포뮬라 (1980년)
- 달라스의 투혼 (1979년) - B.A. 스트로더스 역
- 지옥의 묵시록 (1979년) - 코먼 장군 역
- 맥아더 (1977년)
- 원 온 원 (1977년)
- 대부 2 (1974년) - Sen. 팻 게리 역
- 헌팅 파티 (1971년)
- 자브리스키 포인트 (1970년)
- 몬티 월쉬 (1970년)
- 윌 페니 (1968년) - 안세 하워드 역
- 사건비화 (1967년)

### 텔레비전
- 보난자 (1959년)
- 영광의 파일럿 (1984, Call to Glory)